# 威廉·琼斯 (1760年)
威廉·琼斯（William Jones，1760年—1831年9月6日），美国政治家，美国民主-共和党人，曾任美国众议员（1801年-1803年）和美国海军部长（1813年-1814年）。
| 前任： 保罗·汉密尔顿 | 美国海军部长 1813年 - 1814年 | 繼任： 本杰明·威廉斯·克劳宁希尔德 |